# Loko Ry
Loko Ry is een bestuurslaag in het regentschap West-Soemba van de provincie Oost-Nusa Tenggara, Indonesië. Loko Ry telt 2519 inwoners (volkstelling 2010).